# 有人火星探査

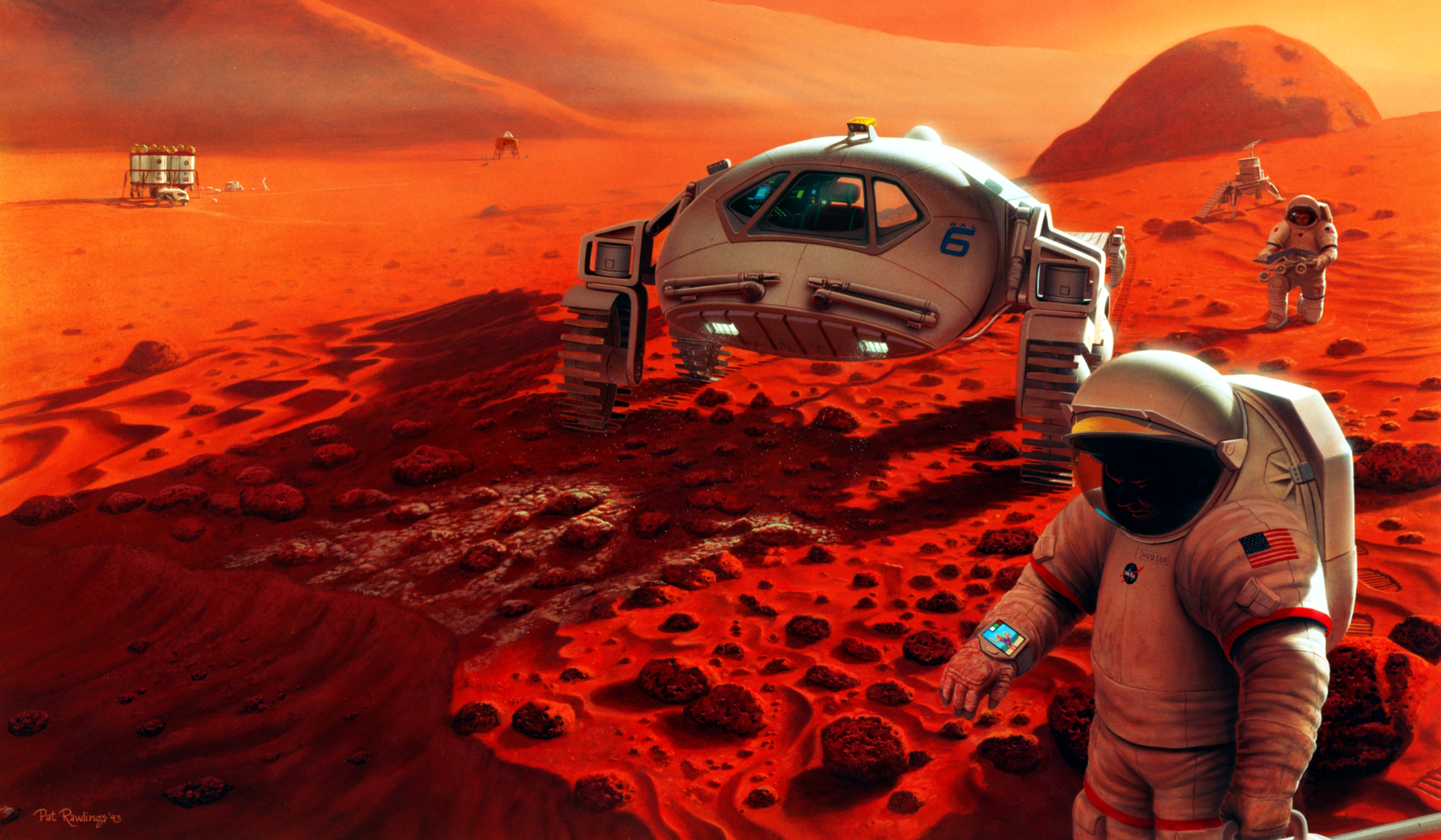
火星上の人類（想像図）

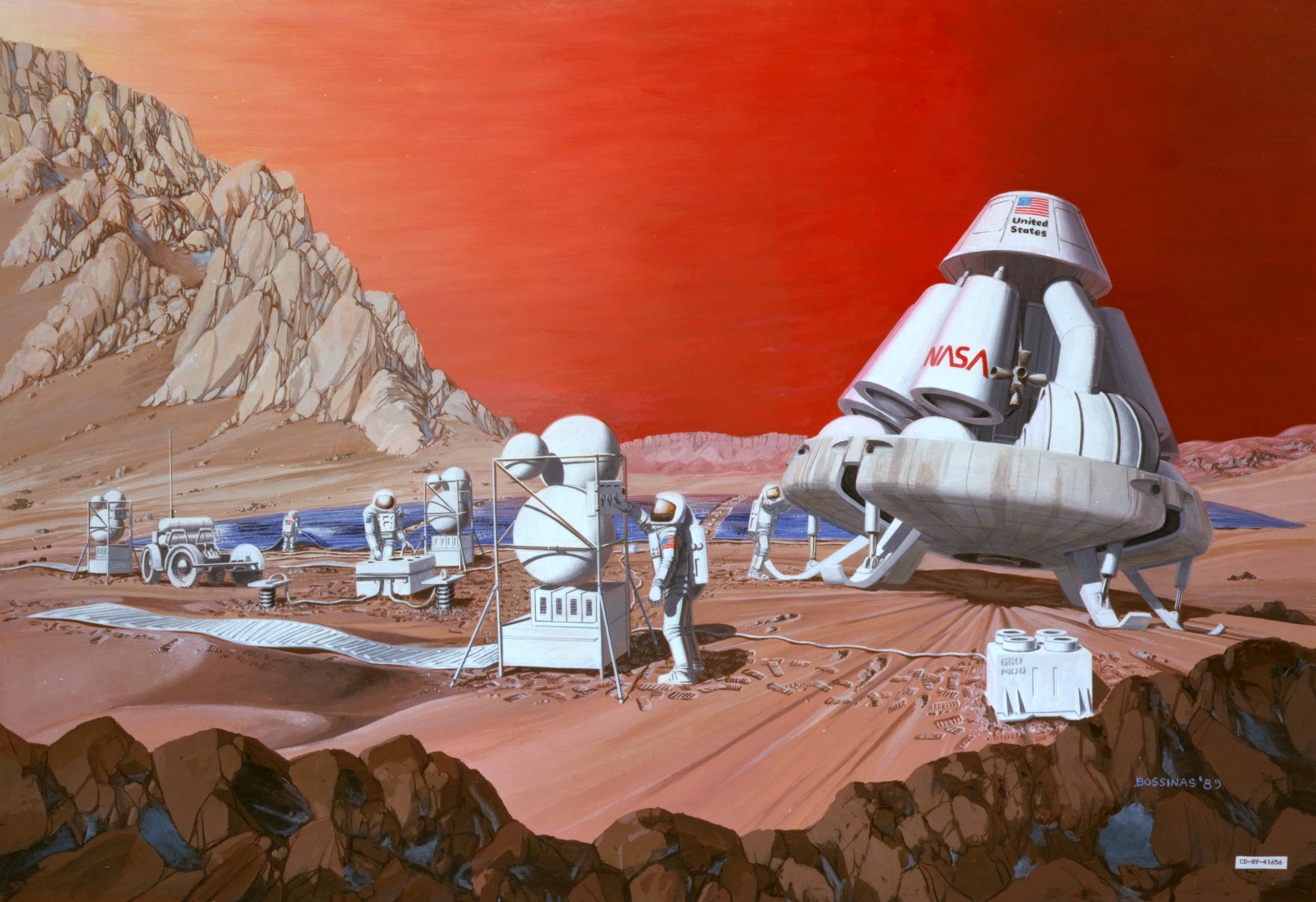
着陸船と火星基地

有人火星探査（ゆうじんかせいたんさ）とは、有人宇宙飛行による火星探査である。2020年代初期時点では計画・構想段階で、実現していない。

## 概要
無人の火星探査機はこれまでにも火星の上空や地表に到達しており、火星の気候や地質の調査が進みつつある。そのため、単に科学的な調査を目的とするのであれば有人である必要性はなく、地球人類の活動圏を拡大するという象徴的な意味が多くなる。
これまでにも複数の有人火星探査計画が策定されてきた。第二次世界大戦でのナチス・ドイツ敗戦に伴いアメリカ合衆国へ移ったヴェルナー・フォン・ブラウンのグループは1948年、既に火星への惑星間飛行への構想を発表していた。
ヴェルナー・フォン・ブラウンをはじめ多くの人々が、有人月面着陸の次のステップは、有人火星探査であると考えてきた。有人月探査は1969年のアポロ11号により実現した。有人火星探査の賛同者は、人間は無人探査機よりも幾分優れており、有人探査を進めるべきだと主張している。
アメリカ合衆国大統領ジョージ・H・W・ブッシュは1989年に月および火星の有人探査構想を明らかにしたが、多額の予算を必要とするために断念された。その息子であるジョージ・W・ブッシュ大統領も2004年1月14日に「宇宙探査の将来」と題した新たな計画を発表した。これによると、アメリカは2015年までにもう一度月に有人探査機を送り、その後有人での火星探査の可能性を探ることとなっていた（コンステレーション計画）。
ソビエト連邦の宇宙開発を引き継いだロシア連邦も将来的に有人火星探査を行うことを予定しており、技術的・経済的に判断して2025年までには実現可能であるとしている。更に欧州宇宙機関（ESA）も、2030年までに人間を火星に送る「オーロラ・プログラム」と呼ばれる長期計画を持っている。

## 実現に必要な条件・課題

### 宇宙船
特にネックとなるのは、火星への往復と滞在期間の合計で1年強から3年弱という、月探査とは比較にならない長期間のミッションであることと、運ばなければならない物資の量である。このため、火星の大気から帰還用燃料を製造する無人工場を先行して送り込み、有人宇宙船は往路分のみの燃料で火星に到達し、探査後に無人工場で製造されていた燃料で帰還するというプラン「マーズ・ダイレクト」なども提案されている。
2010年、アメリカのバラク・オバマ大統領はコンステレーション計画の中止を表明したが、同時に予算を新型のロケットエンジン開発などの将来性の高い新技術開発に振り向けるとしており、より短期間で火星に到達できる航行手段が実用化される事が期待される。また、同計画の代わりにオバマ大統領は、2030年代半ばを目標にした新たな有人火星探査計画も発表している。

### 火星での長期滞在に向けた
宇宙船や火星基地に宇宙飛行士が長期滞在することを想定した施設を地球上につくり、宇宙食など地球から持ち込んだ限られた資源で生活し、心身への影響を調べる実験がいくつか行なわれている。

#### MARS500
MARS500とは将来の有人火星飛行の際、宇宙飛行士の人体や精神にどのような影響が出るのかを研究するため行われた実験である。
実験は2010年6月、欧州宇宙機関（ESA）とロシア医学生物学研究所が協力して開始された。実験に参加した6名のクルーは、外部から隔離された模擬宇宙船の中で520日間を過ごし、2011年11月に実験は無事に終了した。実験中には地球と離れて交信する際の遅れなども再現され、火星に降りるシミュレーションも行われた。

#### CHAPEA（チャピア）
NASAがジョンソン宇宙センターにつくった閉鎖居住施設で、ボランティア4人に2023年6月から1年間暮らしてもらう実験。面積は約160平方メートルで、ベッドと机がある個室4つ、シャワーとトイレが2つ、仕事部屋、医務室、フィットネスルームとモニター室、宇宙食に添える野菜の水耕栽培室があり、屋外はさらさらの赤い土を敷いたうえで丘を描き、火星の光景を再現している。外部との通信では、火星と地球の間の電波到達に必要な時間のラグも設ける。

## 有人火星探査の計画・構想

### Martian Piloted Complex
Martian Piloted Complex（ロシア語: марсианского пилотируемого комплекса）はホーマン遷移軌道を飛行して火星軌道に入り、着陸船が着陸後1年間以上滞在して地球に帰還する予定だった。初期の見積もりでは総重量は1630トンで再突入船はわずか15トンで30ヶ月で地球に帰還する計画だった。計画されたN-1ロケットの重量は75から85トンで20から25機のN-1を使用する予定だった。

### TMK
TMK(ロシア語: Тяжелый Межпланетный Корабль - Tyazhely Mezhplanetny Korabl for Heavy Interplanetary Spacecraft)は、着陸せずに火星と金星を有人探査するソビエト連邦の宇宙探査計画である。
TMK-1は、1971年に打ち上げられ、3年間の飛行を行い、火星のフライバイの際にはプローブを投下する計画であった。TMK-E、Mavr、 KKでは、金星フライバイ、電子推進、有人火星着陸が提案されていた。
TNK計画は、ソビエト連邦がアメリカ合衆国の月着陸に対抗するものとして計画された。前身のMartian Piloted Complex(MPK)は1956年に提案された。利用予定だったN-1ロケットが成功しなかったため、計画は実行されなかった。

### マーズ・ダイレクト
マーズ・ダイレクト（英: Mars Direct、日本語訳: 火星直行計画）は、1990年代の宇宙ロケット技術のみで比較的低コストで実現可能な案として提案された火星有人探査計画。
1980年代までの有人火星探査構想は、地球低軌道の宇宙ステーションや月面基地で建造される巨大宇宙船を前提としたものがほとんどであり、当然ながら莫大な予算と多数の革新的技術を必要としていた。ジョージ・H・W・ブッシュ大統領が1989年の月着陸20周年記念式典で月および火星の有人探査について語ってから3ヶ月後にアメリカ航空宇宙局 (NASA) が提示した通称「90日レポート」もその例外ではなく、火星での滞在期間1ヶ月を含む往復18ヶ月のミッションの予算を約4,500億ドルと概算している。

### マーズワン
マーズワン（英：Mars One)は2025年までに火星に人類初の永住地を作ることを目的にしていたが、2015年には詐欺だと告発され、2019年に破産したオランダの民間非営利団体。オランダの実業家バス・ランスドルプ（Bas Lansdorp）に率いられる宇宙飛行計画は2012年に発表され、4人の宇宙飛行士を送る予定、ただしランスドルプ自身は火星移住に参加しないと発表していた。
団体（『週刊新潮』記事では「財団」と表記）は、2011年に設立され、ノーベル物理学賞受賞者のヘーラルト・トホーフトも「アンバサダー」として加わっていたという。

## 火星探査への批判
火星探査は近年根強く実施されているが、前述のように探査計画の約2/3が失敗に終わる上に、莫大な予算がかかるとして批判する声も大きい。「火星に水がかつてあった。それがどうした。我々の生活に関係あるのか? 予算を地球のために使うべきだ」というようなものである。実際には（アメリカ合衆国を例に取れば）国防費の1/20以下のアメリカ航空宇宙局（NASA）の予算の、更にごく一部が火星探査に割り当てられているに過ぎない。しかし、こうした声を無視することも出来ないため、探査計画の低コスト化が進められている。